# Loup City (Nebraska)
Loup City je grad u američkoj saveznoj državi Nebraska. Prema popisu stanovništva iz 2010. u njemu je živjelo 1,029 stanovnika.